# Eduard Bachmann
Eduard Bachmann (22. September 1831 in Prag – 18. April 1880 in Karlsbad) war ein österreichischer Opernsänger  und Intendant. Er wirkte von 1855 bis 1871 insbesondere in Deutschland als Tenor auf diversen großen Bühnen und leitete von 1873 bis 1875 die Theater in Karlsbad und Pilsen.

## Leben
Er besuchte das Konservatorium in Prag, wo er Studien als Oboebläser unter Professor Bauer machte. Als ausgebildeter Oboist unternahm er 1849 mit dem Musikdirektor Joseph Labitzky eine Konzertreise durch Deutschland, war 1850/51 im Theaterorchester Preßburg engagiert, ging danach nach Dresden, wo er bei der Musikkapelle des sächsischen Leibregiments engagiert wurde. 1853 wurde er Mitglied der Kapelle von Johann Strauß. Ein Jahr später wurde er für das Orchester des ungarischen Nationaltheaters in Pest verpflichtet.
Hier entdeckte man seine Stimme und schickte ihn zur weiteren Ausbildung zu Giovanni Gentiluomo. Am 14. Februar 1855 debütierte er am ungarischen Nationaltheater als „Carlos“ in der Oper Ernani. Er sang mehrere Male im ungarischen und deutschen Theater und wirkte von Dezember 1855 bis März 1856 in dem Verband des Darmstädter Hoftheaters. Danach ging er nach Agram und war dann von Oktober 1856 bis Juni 1857 als Heldentenor in Amsterdam tätig. Am 31. Juli 1857 debütierte er in Prag bei Direktor Franz Thomé, wo er bis Oktober 1864 blieb.
Noch im selben Jahr nahm er ein lebenslanges Engagement am Hoftheater in Hessen-Kassel an, welches sich aber nach Preußischen Annexion Kurhessens und dem Abgang des Kurfürsten Friedrich Wilhelm I. 1867 auflöste. Von 1867 bis 1868 wirke er am Hoftheater Dresden, von 1868 bis 1871 am Hoftheater München, nachdem alle Hebel in Bewegung gesetzt worden waren – sogar der König Ludwig II. und Richard Wagner intervenierten – den Künstler von Dresden loszubekommen. Es war auch Wagners Idee, ihn als Siegfried in seinem Nibelungenring einzusetzen, er verwarf diese Pläne jedoch.
Doch er vertrug das Münchner Klima nicht, seine Stimme verschlechterte sich, und da er bereits zweimal an Diphtherie erkrankt war, wurde er 1870 im Alter von nur 39 Jahren pensioniert.
Er zog sich nach Karlsbad zurück, wo 1873 für zwei Jahre die Direktion dieser Bühne, verbunden mit dem deutschen Theater Pilsen, übernahm.
Bachmann, der seit längerer Zeit ohne Aussicht auf Genesung erkrankt war, starb durch Suizid am 18. April 1880 in Karlsbad.